# Belgern-Schildau
Belgern-Schildau es un municipio situado en el distrito de Sajonia Septentrional, en el estado federado de Sajonia (Alemania), a una altitud de 127 metros. Su población a finales de 2016 era de unos 8000 habitantes y su densidad poblacional, 50 hab/km².